# Atrichopogon meloesugans
Atrichopogon meloesugans är en tvåvingeart som beskrevs av Jean-Jacques Kieffer 1922. Atrichopogon meloesugans ingår i släktet Atrichopogon och familjen svidknott. Inga underarter finns listade i Catalogue of Life.